# Paul Pfotenhauer
Paul Friedrich Pfotenhauer (* 30. Juli 1842 in Glauchau; † 8. August 1897 in Bad Ilmenau) war ein deutscher Archivar und Historiker. Pfotenhauer wurde als Autor zahlreicher Schriften zur schlesischen Landesgeschichte bekannt.

## Leben
Paul Pfotenhauer wurde als Sohn von Wilhelm Pfotenhauer (1812–1877) geboren. Sein Vater war Advokat und Gerichtsdirektor und wurde später Dresdens erster Oberbürgermeister und Abgeordneter im Sächsischen Landtag. Dieser heiratete 1840 in Johanngeorgenstadt Louise Antonie (1815–1888), eine geborene Funkhänel, die Mutter von Paul. Er war eines von vier Kindern, zwei Söhnen und zwei Töchtern des Paares, von denen aber bereits ein Sohn und eine Tochter kurz nach der Geburt verstarben.
Pfotenhauer besuchte zunächst eine Privatschule und ging ab Ostern 1856 auf das Dresdener Gymnasium zum Heiligen Kreuz. Als Unterprimaner musste er die Schule 1861 wegen dauernder Krankheiten verlassen, erhielt aber weiterhin Privatunterricht. Im September 1862 bestand er am Nikolaigymnasium in Leipzig die Maturitätsprüfung. Er begann ein Studium der Rechtswissenschaften und Kameralwissenschaften an der Universität Leipzig und wechselte nach fünf Semestern an die Universitäten nach Heidelberg und Berlin, wo er zusätzlich drei Semester Geschichte studierte. In Heidelberg besuchte er Vorlesungen von Ludwig Häusser und Wilhelm Wattenbach und in Berlin Seminare von Leopold von Ranke. Von Ranke erhielt er Anregungen für seine Dissertation über den Eid den Kaiser Otto I. gegenüber Papst Johannes XII. geleistet hatte. Im Sommer 1866 promovierte Pfotenhauer an der philosophischen Fakultät der Leipziger Universität zum Dr. phil.
Für weitere Studien ging er nach Dresden an das Sächsische Hauptstaatsarchiv. Dort war Pfotenhauer unter anderem als Mitarbeiter an der Herausgabe des Codex diplomaticus Saxoniae regiae beteiligt. Dabei forschte er in zahlreichen kleineren sächsischen Stadtarchiven sowie in Archiven der betreffenden Kirchen- und Justizbehörden. Das umfangreiche Stadtarchiv Chemnitz ordnete er neu und legte in der königlichen Bibliothek in Dresden einen Katalog aller die Saxonica enthaltenen Handschriften an. Da ihm eine Anstellung im sächsischen Staatsarchivdienst verwehrt wurde, bewarb er sich im Sommer 1875 bei der preußischen Archivverwaltung.
Pfotenhauer wurde für eine Probezeit am Staatsarchiv in Schleswig eingestellt und dort im März 1876 zum Hilfsarbeiter ernannt. Im September gleichen Jahres wurde er an das Breslauer Staatsarchiv versetzt, wo er bis zu seinem Lebensende wirkte. Im März 1877 wurde er Archivassistent, ein Jahr später Archivsekretär und 1882 Archivar I. Klasse. Weihnachten 1892 erhielt Pfotenhauer den Titel eines königlich preußischen Archivrates.
Während seiner 20 Jahre am Breslauer Staatsarchiv forschte er fast ausschließlich zur Geschichte Schlesiens vor allem über die Adelsgeschichte, die Wappen- und Siegelkunde aber auch über die schlesische Erziehungs- und Universitätsgeschichte. Genealogische Anfragen an sein Archiv bearbeitete Pfotenhauer oftmals selbst. Die Ergebnisse seiner Studien veröffentlichte er zumeist in der Zeitschrift des Vereins für Geschichte (und Alterthum) Schlesiens, dem Organ des Vereins für Geschichte und Alterthum Schlesiens, in dem er selbst langjähriges Mitglied war. Im Auftrag des Vereins war er Herausgeber der selbstständigen Publikationen Die Schlesischen Siegel von 1250–1300 resp. 1327, die 1879 veröffentlicht wurde, und der Urkunden des Klosters Kamenz, die als Band 10 des Codex diplomaticus Silesiae 1881 erschien. Weitere Arbeiten veröffentlichte Pfotenhauer in der Archivalischen Zeitschrift und in den Mitteilungen des Freiberger Altertumsvereins. Für die Allgemeine Deutsche Biographie verfasste er Artikel über Nikolaus Poppel, Franz Ferdinand von Troilo und Peter von Dresden.
Im Herbst 1896 reiste er zu Studienzwecken und zur Erholung nach Italien, kehrte aber, nachdem er einen leichten Schlaganfall erlitten hatte, kaum genesen zurück. Er starb am Morgen des 8. August 1897, im Alter von 55 Jahren, im Kurort Ilmenau in Thüringen an einen erneuten Gehirnschlag. Er wurde unter großer Anteilnahme am 13. August 1897 auf dem Breslauer Maria-Magdalenen-Friedhof zu Lehmgruben bestattet.

## Veröffentlichungen (Auswahl)

### Autor
- Erbische Straße und Erbisches Tor. Freiberg 1867. S. 625–634
- Die Kreuzherren mit dem rothen Stern in Schlesien. Breslau 1878. S. 52–78
- Schlesier im Dienste des Deutschen Ordens im Jahre 1410. Breslau 1880. S. 203–213
- Die fünfzig Ritter von 1294. Breslau 1882. S. 157–179
- Schlesier als Rectoren der Universität Leipzig in dem ersten Jahrhunderte ihres Bestehens. Breslau 1883. S. 177–229
- Die Ritterschaft von Teschen im 16. Jahrhundert. Breslau 1884. S. 270–286
- Die Pförtner von Neumarkt und ihre Aufzeichnungen. Breslau 1886. S. 260–296
- Über Freibergs Ärzte und Heilkünstler in den ältesten Zeiten. Freiberg 1886. S. 43–56
- Der Adel des Fürstentum Oels im 16. Jahrhundert. Breslau 1887. S. 318–368
- Zur Geschichte der Weihbischöfe des Bisthums Breslau. Breslau 1889. S. 241–275
- Schlesier als kaiserliche Pfalzgrafen und schlesische Beziehungen zu auswärtigen Pfalzgrafen. Breslau 1892. S. 319–363
- Schlesier auf der Universität Bologna. Breslau 1895. S. 268–278
- Schlesier auf der Universität Erfurt im Mittelalter. Breslau 1896. S. 307–317

### Herausgeber
- Die Schlesischen Siegel von 1250 bis 1300 beziehentlich 1327. Breslau 1879. hdl.handle.net
- Urkunden des Klosters Kamenz. Breslau 1881. wbc.poznan.pl